# Ensemble Weißenburger Straße (Gunzenhausen)

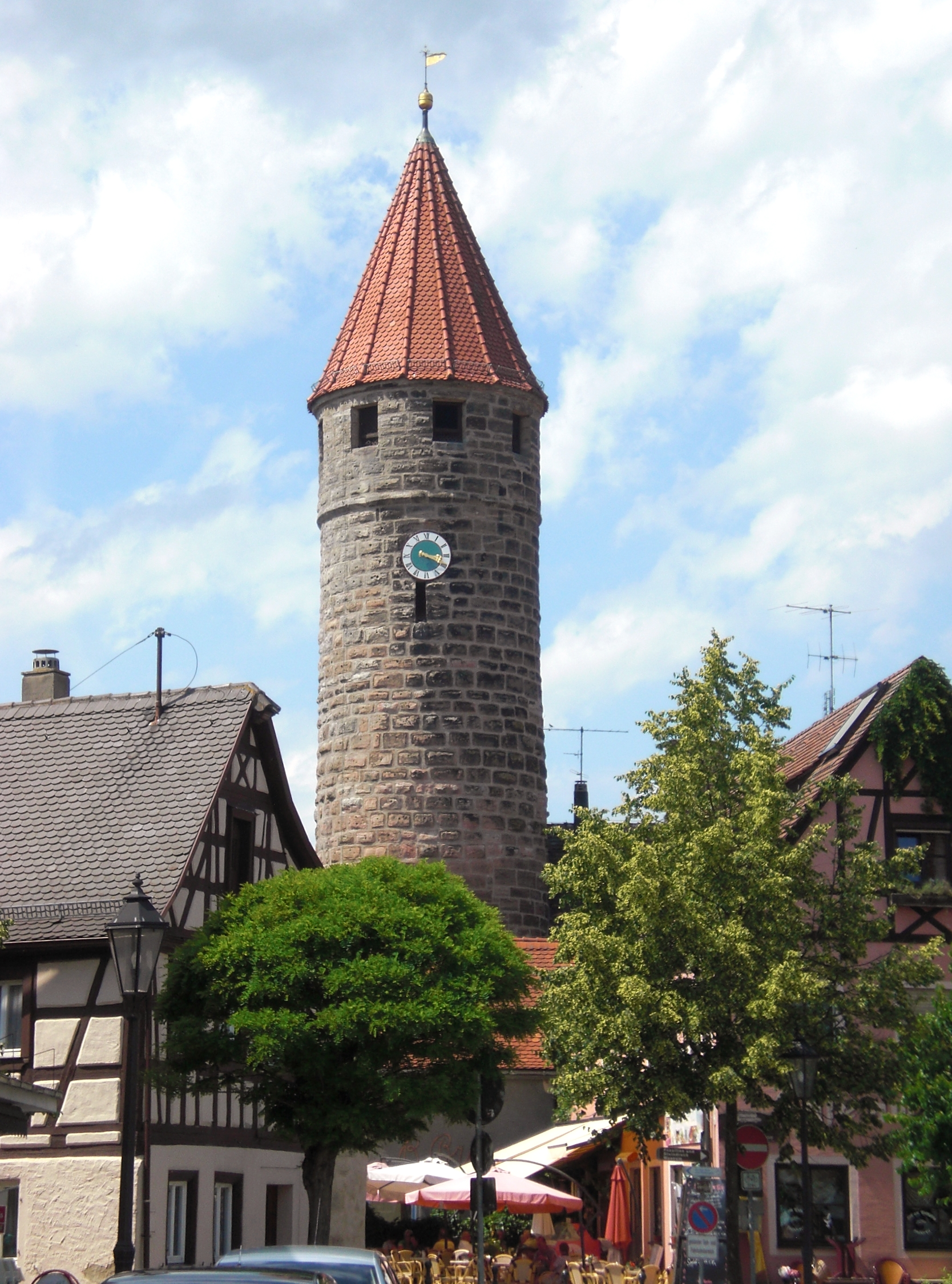
Färberturm in Gunzenhausen

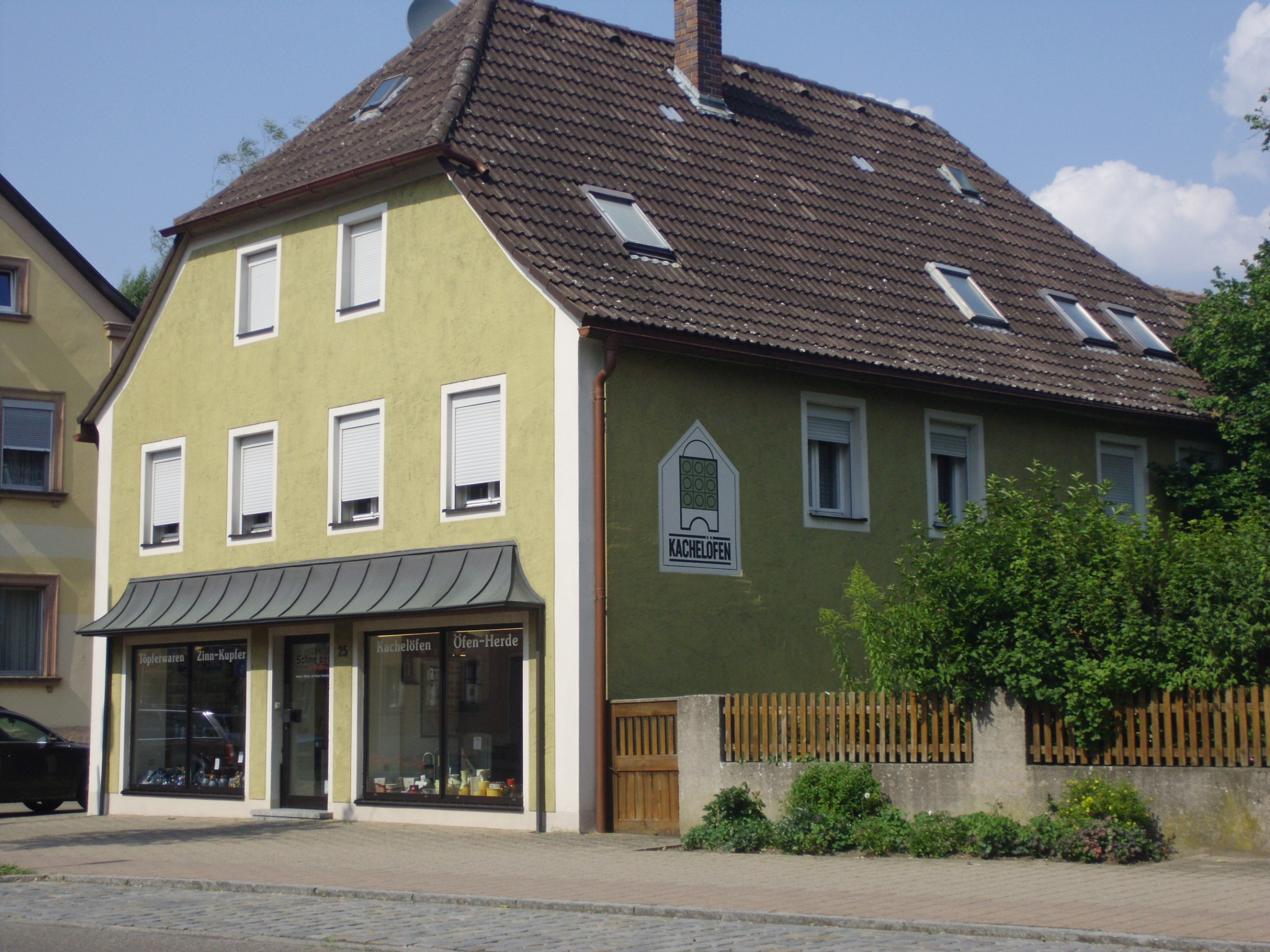
Wohn- und Geschäftshaus Weißenburger Straße 25

Das Ensemble Weißenburger Straße in Gunzenhausen, einer Stadt im  mittelfränkischen Landkreis Weißenburg-Gunzenhausen in Bayern, ist ein Bauensemble, das unter Denkmalschutz steht.

## Beschreibung
Die Weißenburger Straße ist die schmale Verbindungsstraße vom ehemaligen Weißenburger Tor und der davor liegenden Unteren Vorstadt (Schwarzviertel) zum Marktplatz, dessen Achse sich nach Süden fortsetzt. Mit Resten der Stadtbefestigung, dem Färberturm aus dem 15. Jahrhundert, an der Ecke Kirchstraße, und den erhaltenen Teilen der Stadtmauer mit Wehrgang, dem sogenannten Weebers Eck, in der Nachbarschaft des in der Mitte des 19. Jahrhunderts abgebrochenen Weißenburger Tores, bewahrt das Ensemble die historische Stadteingangssituation.
Die bürgerliche Bebauung mit Giebel- und Traufseithäusern des 18. und 19. Jahrhunderts hat ihre Geschlossenheit behalten, sie wird allerdings von Neubauten durchsetzt.

## Einzeldenkmäler
Siehe auch: Liste der Baudenkmäler in Gunzenhausen
- Färberturm
- Weißenburger Straße 1 (Bürgerhaus)
- Weißenburger Straße 2 (Bürgerhaus)
- Weißenburger Straße 10 (Bürgerhaus)
- Weißenburger Straße 11 (Wohn- und Geschäftshaus)
- Weißenburger Straße 14 (Wohn- und Geschäftshaus)
- Weißenburger Straße 22 (Bürgerhaus)
- Weißenburger Straße 25 (Wohn- und Geschäftshaus)
- Weißenburger Straße 30 (Wohnhaus)
- Weißenburger Straße 31 (Wohnhaus, wohl ehemaliges Gartenhaus)
- Weißenburger Straße 38 (Scheune)